# Maggie Szabo
Maggie Szabo (Hamilton, 1990. február 26. –) magyar származású kanadai soul és pop énekesnő és zeneszerző. Több mint 13 millió YouTube-megtekintést sikerült már begyűjtenie, és Ryan Seacrest rádiós és televíziós személyiség is bemutatta őt. Együttműködött mint előadóművész és mint zeneszerző a német DJ Schillerrel, és ennek köszönhetően a DJ albumán Németországban a toplistákra került. A Yahoo! Music-on is bemutatkozott mint előadóművész, így ott is elérhetővé váltak a szerzeményei, dalai.

## Életrajz
Maggie Szabo 1990. február 26-án született Hamilton-ban (Ontario, Kanada) és  Dundas-ban (Hamilton egyik külvárosi része) nőtt fel. Apai ágon Kanadába kivándorolt magyar nagyszülők leszármazottja.

Erőteljes és kissé mély hangjára hamar felfigyeltek a tanárai és diáktársai, akik arra biztatták, hogy szélesebb körben is mutassa meg tehetségét.
Az ifjú hölgy ezen felbuzdulva helyi sporteseményeken lépett fel és a kanadai himnuszt énekelte. Leginkább a Mississauga (Toronto egyik külvárosa) Ice Dogs, a Hamilton (kb. 50km-re fekszik Torontotól) Tiger-Cats, és a Toronto Blue Jays csapatainak a meccsein énekelt.
Ekkoriban történt, hogy saját dalok szerzésére biztatták, és 13 évesen meg is született első, önálló szerzeménye.
A középiskolában már teljesen világossá vált számára, hogy mi is akar lenni. Mivel szenvedélye volt a zene, így már akkor tudta hogy énekesnő lesz, amikor a kortársainak még fogalma sem volt arról, hogy valójában mit is akarnak kezdeni magukkal az érettségi után.
Középiskola után Nashville-be (Tennessee) ment hogy zenei tanulmányokat folytasson, aminek elvégzése után zenei karriert építhessen.
Miközben a saját zenei világának kidolgozásán munkálkodott, időközben Youtube-sztár lett, köszönhetően annak, hogy részt vett/vesz, folyamatosan együttműködik az aktuális pop-zenei slágerszámok feldolgozásában. Természetesen itt meg kell említeni az együttműködést egy helyi együttessel elért YouTube sikerről is. Konkrétan a Walk Off The Earth című szám az, ami az ő "Party Rock Anthem"  címet viselő feldolgozásában elérte a több mint 9 millió megtekintést. Miután elkészült a saját bemutatkozó albuma, attól a perctől kezdve Maggie Szabo saját hangjával vonzza videoklippjein keresztül a YouTube megtekintések millióit.

## Zene
2012 novemberében adták ki bemutatkozó pop albumát a "Now Hear Me Out"-ot. Az album minden eredeti dalát Maggie Szabo   Justin Gray-vel (Joss Stone), Gavin Bradley-vel (Nelly Furtado) és Tanya Lea-val közösen írta.
Az első albuma után Maggie Los Angeles-be költözött hogy zenei karrierjét tovább építse. A Los Angesel-ben eltöltött idő alatt Maggie Szabonak lehetősége nyílt új szerzeményeit előadni, és ráadásul teltházas előadások formájában a Viper Room-ban, a House of Blues-ban, és a Hotel Café-ban. Maggie Szabo zenéje elérhetővé vált a Yahoo!-n is, és a lincenszét megvásárolta a Gyilkos elmék (Criminal Minds) egy amerikai–kanadai bűnügyi tévéfilmsorozat, a Keeping Up with the Kardashians című valóságshow, valamint sokan mások. Ezen felül Jay-Z előadóművész nyilvános videómegosztó webhelyén a Tidal -en is elérhetővé vált.
Maggie Szabo megírta és stúdióban felénekelte a ‘Tidal Waves and Hurricanes’ című számát, melyhez készített vieoklippet Ryan Seacrest rádiós-televíziós személyiség mutatta be.
2021-ben társszerzője volt a SloMo című dalnak, amit később a 2022-es Eurovíziós Dalfesztivál spanyol versenydalának választottak.

## Művésznév
Ma Maggie Szabo amerika egyik legnépszerűbb zeneszerzője, de a karrierjének beindítása nem ment zökkenőmentesen. Kiadója kérte, hogy változtassa meg művésznevét Szaboról másra, mondván, ezt túl nehéz kiejteni. Maggie viszont hallani sem akart erről, és inkább szakított első kiadójával. Az énekesnő ugyanis rajongva szereti a magyarokat nagyszüleinek köszönhetően.

## Diszkográfia

### Stúdióalbumok
| Cím             | Album részletező                                                                      |
| --------------- | ------------------------------------------------------------------------------------- |
| Now Hear Me Out | - Kiadás dátuma: 2012 November - Kiadó: Linus Entertainment / E1 Music - Formátum: CD |

### Együttműködései albumokban
| Dalcím          | Album |
| --------------- | --- |
| Something There | - cím: Future - Előadó: Schiller / Christopher von Deylen - Kiadás dátuma: 2016 Március - Kiadó: Sleepingroom / Universal Music Group Gmbh - Formátum: CD, Vinyl |

## Díjak és jelölések
Maggie Szabo-t 2014-ben a "Legjobb Pop Előadó" címre jelölték a Toronto Independent Music Awards-on.Az 5 legtöbb szavazatot elnyert amerikai előadó közé is bekerült a BalconyTV -nél.

## Fordítás
- Ez a szócikk részben vagy egészben a Maggie Szabo című angol Wikipédia-szócikk fordításán alapul.  Az eredeti cikk szerkesztőit annak laptörténete sorolja fel. Ez a jelzés csupán a megfogalmazás eredetét és a szerzői jogokat jelzi, nem szolgál a cikkben szereplő információk forrásmegjelöléseként.

## Külső hivatkozások
- Hivatalos weboldal
- YouTube-videó. YouTube
- Maggie Szabo a Facebookon